# 地球之巅

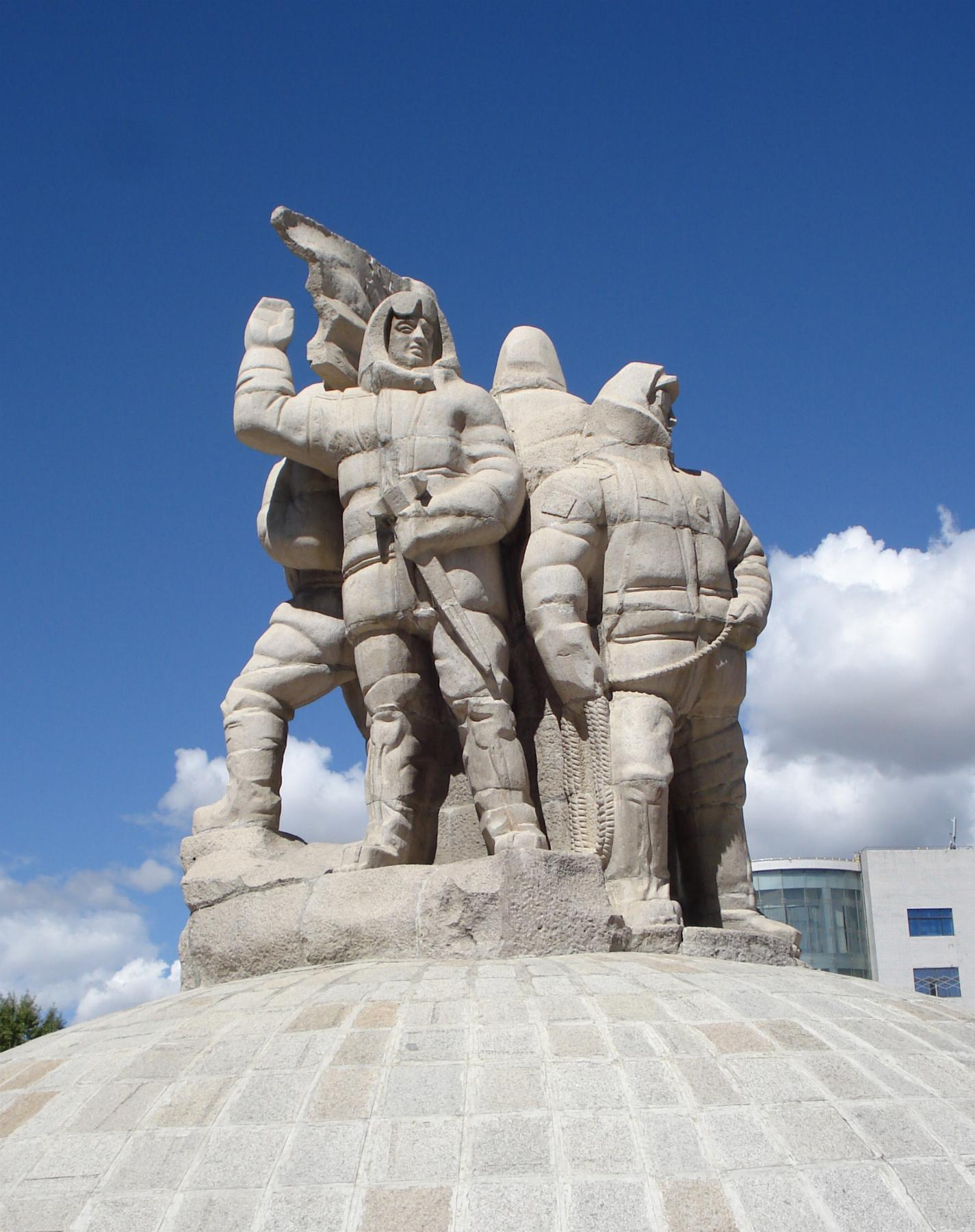
地球之巅

地球之巅是珠穆朗玛峰的一种别称，因为该峰是世界上海拔最高的山峰。中国西藏自治区拉萨市内有一座以“地球之巅”为名的雕塑，位于林廓东路与纳金路交汇处。该雕塑刻画了中国登山队队员登上珠穆朗玛峰手举五星红旗的情形。